# 郑州市域铁路K2线
郑州市域铁路K2线是位於中华人民共和国河南省鄭州市和开封市的一條規劃中的都市軌道交通快線。
K2线工程新建103.4km，起于登封少林站，止于郑开城际铁路贾鲁河站，在贾鲁河站与郑开城际铁路接轨，其中地下线长约31.4km，高架线长约71km，过渡段长约1km；设站18座，其中地下站11座，高架站7座。贾鲁河站以东利用既有郑开城际铁路。